# Discosura conversii
Discosura conversii е вид птица от семейство Колиброви (Trochilidae).

## Разпространение
Видът е разпространен в Еквадор, Колумбия, Коста Рика и Панама.